# 글루코세레브로사이드

글루코스의 구조

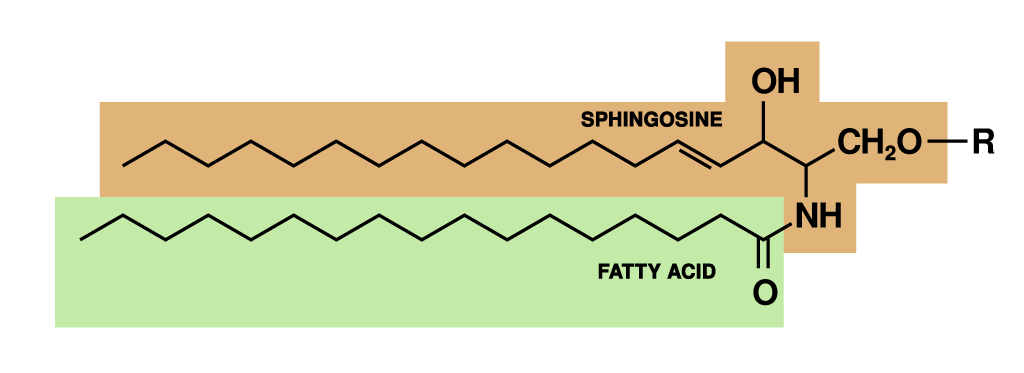
스핑고지질의 구조

글루코세레브로사이드(영어: glucocerebroside) 또는 글루코실세라마이드(영어: glucosylceramide)는 머리 부분의 단당류로 글루코스를 가지고 있는 세레브로사이드의 한 종류이다. 

## 임상적 중요성
글루코세레브로사이드는 주로 비신경조직에서 발견되며, 글루코세레브로시데이스가 없거나 기능을 하지 못하는 경우에 글루코세레브로사이드가 비정상적으로 축적되는 고셔병이 발병한다.

## 같이 보기
- 세레브로사이드
- 세라마이드 글루코실트랜스퍼레이스